# Kanton Villeneuve-la-Garenne
Der Kanton Villeneuve-la-Garenne war von 1967 bis 2015 ein französischer Wahlkreis im Arrondissement Nanterre, im Département Hauts-de-Seine und in der Region Île-de-France.
Der Kanton war identisch mit der Stadt Villeneuve-la-Garenne. 

## Bevölkerungsentwicklung
| 1962   | 1968   | 1975   | 1982   | 1990   | 1999   | 2008   |
| ------ | ------ | ------ | ------ | ------ | ------ | ------ |
| 13.780 | 22.715 | 23.691 | 23.906 | 23.824 | 22.349 | 24.711 |